# Paul Henri Fischer (Malakologe)

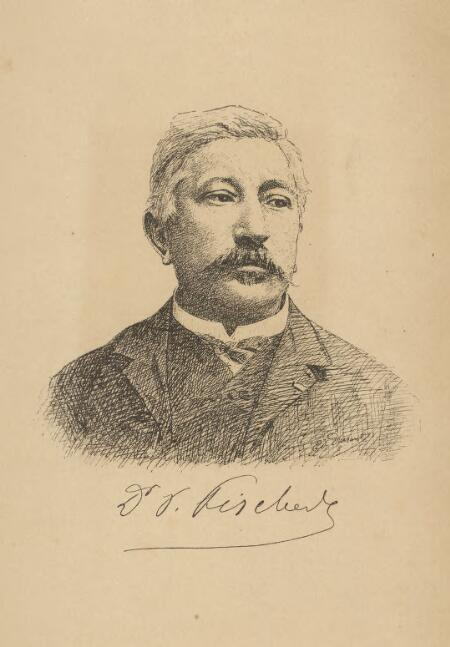
Paul Henri Fischer

Paul Henri Fischer, meist Paul Fischer zitiert, (* 7. Juli 1835 in  Paris; † 29. November 1893 ebenda) war ein französischer Malakologe und Paläontologe.

## Leben
Fischer war der Sohn eines Tuchhändlers und interessierte sich schon seit seiner Jugend für Naturgeschichte. Er studierte Medizin in Bordeaux und Paris und war ab 1861 Mitarbeiter am Muséum national d’histoire naturelle in Paris in der Abteilung Paläontologie unter Leitung von Adolphe d’Archiac (1802–1868). Gleichzeitig promovierte er 1863 in Medizin und war zehn Jahre als Arzt tätig, bevor er sich ganz der Malakologie zuwandte. Trotz mehrfacher Bewerbungen und seiner wissenschaftlichen Verdienste erhielt er jedoch keine höhere Position am Naturgeschichtsmuseum als die eines Assistenten (ab 1872).
Er veröffentlichte und forschte vor allem über rezente und fossile Mollusken. 1880 bis 1883 nahm er an vier meeresbiologischen Expeditionen teil. Er war ab 1856 mit Alexandre César Bernardi (1801–1863) Herausgeber des Journal de Conchyliologie. Sein Hauptwerk ist der dreibändige Manuel de conchyliologie von rund 1370 Seiten.
Er erstbeschrieb die Überfamilien Dimyoidea und Monotoidea und die Familie Dimyidae in der Muschelordnung Pectinida.
1886 war er Präsident der französischen zoologischen Gesellschaft und war mehrfach Präsident der französischen geologischen Gesellschaft.
Sein Sohn Pierre Marie Henri Fischer (1865–1916) war ebenfalls Malakologe ebenso wie sein Enkel Paul Henri Fischer.

## Schriften
- Faune conchyliologique marine du departement de la Gironde et des côtes du sud-ouest de la France, 1865, Supplement 1875
- Catalogue des nudibranches et céphalopodes des côtes océaniques de la France, 1867 bis 1875
- Recherches sur les Actinies des côtes océaniques de France, 1876
- Recherches sur les reptiles fossiles de l'Afrique australe 1870
- mit L. C. Kiener: Spécies général et iconographie des coquilles vivantes comprenant la collection du Muséum d'histoire naturelle de Paris : la collection Lamarck, celle du prince Masséna (appartenant maintenant a M.B. Delessert) et les découvertes récentes des voyageurs; Paris :J.B. Baillière, 1873 bis 1880
- Une nouvelle classification des bivalves 1885
- Manuel de conchyliologie et de paléontologie conchyliologique, 3 Bände, 1880 bis 1887
- Paléontologie de l'ile de Rhodes, 1887
- Catalogue et distribution géographique des mollusques terrestres, fluviatiles et marins d’une partie de l’Indochine, 1891
- mit H. Crosse[4]: Etudes sur les mollusques terrestres et fluviatiles, Mission scientique en Mexique et dans l´Amerique centrale, 1893, 1894